# Lista prezydentów Argentyny

## Zjednoczone Prowincje La Platy
| # | Prezydent                                  | Początek kadencji | Koniec           | Uwagi                      |
| - | ------------------------------------------ | ----------------- | ---------------- | -------------------------- |
| 1 | Gervasio Antonio de Posadas                | 31 stycznia 1814  | 9 stycznia 1815  | zarządca                   |
| 2 | Carlos María de Alvear                     | 9 stycznia 1815   | 15 kwietnia 1815 | zarządca                   |
| 3 | Juan José Viamonte González                | 18 kwietnia 1815  | 20 kwietnia 1815 | zarządca                   |
| 4 | José Ignacio Álvarez Thomas                | 20 kwietnia 1815  | 16 kwietnia 1816 | zarządca                   |
| 5 | Antonio González de Balcarce               | 16 kwietnia 1816  | 9 lipca 1816     | zarządca                   |
| 6 | Juan Martín de Pueyrredón y O’Dogan        | 9 lipca 1816      | 9 czerwca 1819   | zarządca                   |
| 7 | José Casimiro Rondeau                      | 9 czerwca 1819    | 1 lutego 1820    | zarządca                   |
| 8 | Juan Pedro Julián Aguirre y López de Anaya | 1 lutego 1820     | 11 lutego 1820   | tymczasowy zarządca        |
| 1 | Matías de Irigoyen                         | 11 lutego 1820    | 18 lutego 1820   | gubernator Buenos Aires    |
| 2 | Manuel de Sarratea                         | 18 lutego 1820    | 6 marca 1820     | gubernator Buenos Aires    |
| 3 | Juan Ramón González de Balcarce            | 6 marca 1820      | 11 marca 1820    | gubernator Buenos Aires    |
| – | Manuel de Sarratea                         | 11 marca 1820     | 2 maja 1820      | gubernator Buenos Aires    |
| 4 | Ildefonso Ramos Mexía                      | 2 marca 1820      | 20 czerwca 1820  | gubernator Buenos Aires    |
| 5 | Miguel Estanislao Soler                    | 23 czerwca 1816   | 29 czerwca 1819  | gubernator Buenos Aires    |
| 6 | Manuel Dorrego                             | 29 czerwca 1820   | 20 września 1820 | gubernator Buenos Aires    |
| 7 | Martín Rodríguez                           | 20 września 1820  | 2 kwietnia 1824  | gubernator Buenos Aires    |
| 8 | Juan Gregorio de las Heras                 | 2 kwietnia 1824   | 7 lutego 1826    | gubernator Buenos Aires    |
| 1 | Bernardino Rivadavia                       | 8 lutego 1826     | 9 sierpnia 1827  | zrezygnował                |
| 2 | Vicente López y Planes                     | 9 sierpnia 1827   | 17 sierpnia 1827 | obalony w wyniku przewrotu |

## Konfederacja Argentyńska
| # | Prezydent                    | Początek kadencji | Koniec           | Uwagi                   |
| - | ---------------------------- | ----------------- | ---------------- | ----------------------- |
| 1 | Manuel Dorrego               | 17 sierpnia 1827  | 13 grudnia 1828  | gubernator Buenos Aires |
| 2 | Juan Galo Lavalle            | 13 grudnia 1828   | 26 czerwca 1829  | gubernator Buenos Aires |
| 3 | Juan José Viamonte           | 26 czerwca 1829   | 6 grudnia 1829   | gubernator Buenos Aires |
| 4 | Juan Manuel de Rosas         | 6 grudnia 1829    | 17 grudnia 1832  | gubernator Buenos Aires |
| 5 | Juan Ramón González Balcarce | 17 grudnia 1832   | 4 listopada 1833 | gubernator Buenos Aires |
| – | Juan José Viamonte           | 4 listopada 1833  | 27 czerwca 1834  | gubernator Buenos Aires |
| 6 | Manuel Vicente Maza          | 27 czerwca 1834   | 7 marca 1835     | gubernator Buenos Aires |
| – | Juan Manuel de Rosas         | 7 marca 1835      | 3 lutego 1852    | gubernator Buenos Aires |
| 7 | Vicente López y Planes       | 3 lutego 1852     | 6 kwietnia 1852  | gubernator Buenos Aires |
| 1 | Justo José de Urquiza        | 6 kwietnia 1852   | 5 marca 1854     | tymczasowy zarządca     |

## Republika Argentyńska
| #  | Prezydent                      | Początek kadencji    | Koniec               | Uwagi                                         |
| -- | ------------------------------ | -------------------- | -------------------- | --------------------------------------------- |
| 3  | Justo José de Urquiza          | 5 marca 1854         | 5 marca 1860         |                                               |
| 4  | Santiago Derqui                | 5 marca 1860         | 5 listopada 1861     | zrezygnował                                   |
| 5  | Bartolomé Mitre                | 12 października 1862 | 12 października 1868 |                                               |
| 6  | Domingo Faustino Sarmiento     | 12 października 1868 | 12 października 1874 |                                               |
| 7  | Nicolás Avellaneda             | 12 października 1874 | 12 października 1880 |                                               |
| 8  | Julio Argentino Roca           | 12 października 1880 | 12 października 1886 | pierwszy raz                                  |
| 9  | Miguel Juárez Celman           | 12 października 1886 | 6 sierpnia 1890      | zrezygnował                                   |
| 10 | Carlos Pellegrini              | 6 sierpnia 1890      | 12 października 1892 |                                               |
| 11 | Luis Sáenz Peña                | 12 października 1892 | 23 stycznia 1895     | zrezygnował                                   |
| 12 | José Evaristo Uriburu          | 23 stycznia 1895     | 12 października 1898 |                                               |
| 13 | Julio Argentino Roca           | 12 października 1898 | 12 października 1904 | drugi raz                                     |
| 14 | Manuel Quintana                | 12 października 1904 | 12 marca 1906        | zmarł w czasie kadencji                       |
| 15 | José Figueroa Alcorta          | 12 marca 1906        | 12 października 1910 |                                               |
| 16 | Roque Sáenz Peña               | 12 października 1910 | 9 sierpnia 1914      | zmarł w czasie kadencji                       |
| 17 | Victorino de la Plaza          | 9 sierpnia 1914      | 12 października 1916 |                                               |
| 18 | Hipólito Yrigoyen              | 12 października 1916 | 12 października 1922 | pierwszy raz                                  |
| 19 | Marcelo Torcuato de Alvear     | 12 października 1922 | 12 października 1928 |                                               |
| 20 | Hipólito Yrigoyen              | 12 października 1928 | 6 września 1930      | drugi raz – obalony                           |
| 21 | José Félix Uriburu             | 6 września 1930      | 20 lutego 1932       | samozwańczo                                   |
| 22 | Agustín Pedro Justo            | 20 lutego 1932       | 20 lutego 1938       |                                               |
| 23 | Roberto María Ortiz            | 20 lutego 1938       | 27 czerwca 1942      | zmarł w czasie kadencji                       |
| 24 | Ramón Castillo                 | 27 czerwca 1942      | 4 czerwca 1943       | obalony                                       |
| 25 | Arturo Rawson                  | 4 czerwca 1943       | 7 czerwca 1943       | samozwańczo – obalony                         |
| 26 | Pedro Ramírez                  | 7 czerwca 1943       | 24 lutego 1944       | samozwańczo – zrezygnował                     |
| 27 | Edelmiro Julián Farrell        | 24 lutego 1944       | 4 czerwca 1946       | samozwańczo                                   |
| 28 | Juan Domingo Perón             | 4 czerwca 1946       | 4 czerwca 1952       | pierwszy raz                                  |
| –  | Juan Domingo Perón             | 4 czerwca 1952       | 21 września 1955     | drugi raz – obalony                           |
| 29 | José Domingo Molina Gómez      | 21 września 1955     | 23 września 1955     | samozwańczo – obalony                         |
| 30 | Eduardo Lonardi                | 23 września 1955     | 13 listopada 1955    | samozwańczo – zrezygnował                     |
| 31 | Pedro Eugenio Aramburu         | 13 listopada 1955    | 1 maja 1958          | samozwańczo                                   |
| 32 | Arturo Frondizi                | 1 maja 1958          | 29 marca 1962        | obalony                                       |
| 33 | José María Guido               | 29 marca 1962        | 12 października 1963 | przewodniczący senatu                         |
| 34 | Arturo Umberto Illia           | 12 października 1963 | 28 czerwca 1966      | obalony                                       |
| –  | Junta Rewolucyjna              | 28 czerwca 1966      | 29 czerwca 1966      | tymczasowo                                    |
| 35 | Juan Carlos Onganía            | 29 czerwca 1966      | 8 czerwca 1970       | samozwańczo – obalony                         |
| 36 | Roberto Marcelo Levingston     | 18 czerwca 1970      | 22 marca 1971        | samozwańczo – obalony                         |
| 37 | Alejandro Agustín Lanusse      | 22 marca 1971        | 25 maja 1973         | samozwańczo                                   |
| 38 | Héctor José Cámpora            | 25 maja 1973         | 13 lipca 1973        | zrezygnował                                   |
| 39 | Raúl Alberto Lastiri           | 13 lipca 1973        | 12 października 1973 | tymczasowo                                    |
| –  | Juan Domingo Perón             | 12 października 1973 | 1 lipca 1974         | trzeci raz – zmarł w czasie kadencji          |
| 41 | Isabel Martínez de Perón       | 1 lipca 1974         | 24 marca 1976        | obalona                                       |
| –  | Junta wojskowa                 | 24 marca 1976        | 29 marca 1976        | samozwańczo – tymczasowo                      |
| 42 | Jorge Rafael Videla            | 29 marca 1976        | 29 marca 1981        | samozwańczo                                   |
| 43 | Roberto Eduardo Viola          | 29 marca 1981        | 11 grudnia 1981      | samozwańczo – zrezygnował                     |
| 44 | Carlos Alberto Lacoste         | 11 grudnia 1981      | 22 grudnia 1981      | samozwańczo – tymczasowo                      |
| 45 | Leopoldo Galtieri              | 22 grudnia 1981      | 18 czerwca 1982      | samozwańczo – zrezygnował                     |
| 46 | Alfredo Saint-Jean             | 18 czerwca 1982      | 1 lipca 1982         | samozwańczo – tymczasowo                      |
| 47 | Reynaldo Bignone               | 1 lipca 1982         | 10 grudnia 1983      | samozwańczo                                   |
| 48 | Raúl Alfonsín                  | 10 grudnia 1983      | 8 lipca 1989         | zrezygnował                                   |
| 49 | Carlos Saúl Menem              | 8 lipca 1989         | 8 lipca 1995         | pierwszy raz                                  |
| –  | Carlos Saúl Menem              | 8 lipca 1995         | 10 grudnia 1999      | drugi raz                                     |
| 50 | Fernando de la Rúa             | 10 grudnia 1999      | 21 grudnia 2001      | zrezygnował                                   |
| 51 | Ramón Puerta                   | 21 grudnia 2001      | 23 grudnia 2001      | tymczasowo                                    |
| 52 | Adolfo Rodríguez Saá           | 23 grudnia 2001      | 1 stycznia 2002      | tymczasowo – zrezygnował                      |
| 53 | Eduardo Camaño                 | 1 stycznia 2002      | 2 stycznia 2002      | tymczasowo                                    |
| 54 | Eduardo Duhalde                | 2 stycznia 2002      | 25 maja 2003         | tymczasowo                                    |
| 55 | Néstor Kirchner                | 25 maja 2003         | 10 grudnia 2007      |                                               |
| 56 | Cristina Fernández de Kirchner | 10 grudnia 2007      | 10 grudnia 2015      |                                               |
| 57 | Mauricio Macri                 | 10 grudnia 2015      | 10 grudnia 2019      | po raz pierwszy w historii wybrany w II turze |
| 58 | Alberto Fernández              | 10 grudnia 2019      | 10 grudnia 2023      |                                               |
| 59 | Javier Milei                   | 10 grudnia 2023      | nadal                |                                               |